# 贝勒丰
贝勒丰（法語：Bellefond，法語發音：[bɛlfɔ̃]）是法国科多尔省的一个市镇，位于该省东部，省会第戎市区以北，属于第戎区。

## 地理
贝勒丰（47°22'47"N, 5°4'11"E）面积2.47 平方千米，位于法国勃艮第-弗朗什-孔泰大區科多尔省，该省份为法国中东部省份，北起奥布省，西接涅夫勒省和约讷省，南至索恩-卢瓦尔省，东南接汝拉省，东临上索恩省，东北部与上马恩省接壤。
与贝勒丰接壤的市镇（或旧市镇、城区）包括：诺尔日城、吕费莱塞希雷、阿涅尔莱第戎、布勒蒂尼、第戎。
贝勒丰的时区为UTC+01:00、UTC+02:00（夏令时）。

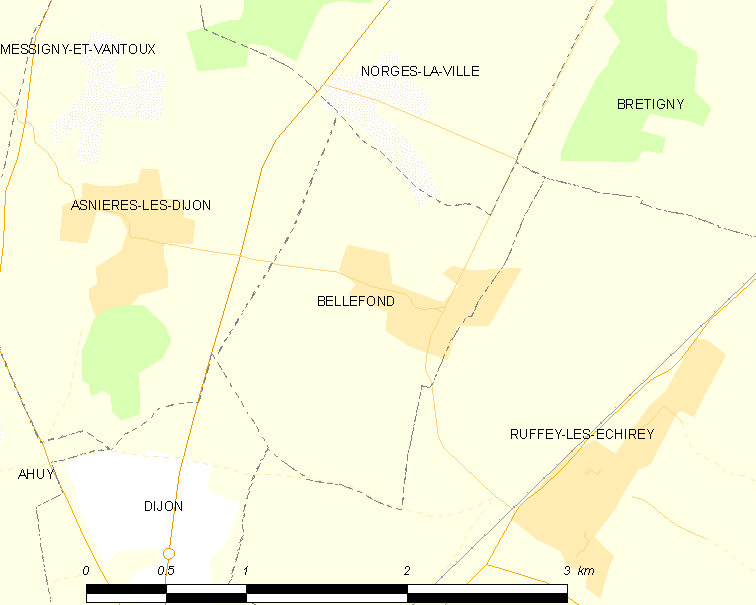
贝勒丰的OSM定位图

## 行政
贝勒丰的邮政编码为21490，INSEE市镇编码为21059。

## 政治
贝勒丰所属的省级选区为方丹莱第戎县。

## 交通
科多尔省省道D104线经过境内。

## 人口

1962-2008年间贝勒丰人口变化图示

贝勒丰于2022年1月1日时的人口数量为918人。